# Екзерсис
Екзерси́с (фр. exercice — «вправа», від лат. exercitium) — комплекс тренувальних вправ, які складають основу уроку класичного танцю, що сприяє розвитку сили м'язів, еластичності зв'язок, вихованню виворітності, стійкості і правильної координації рухів в учнів або артистів балету.

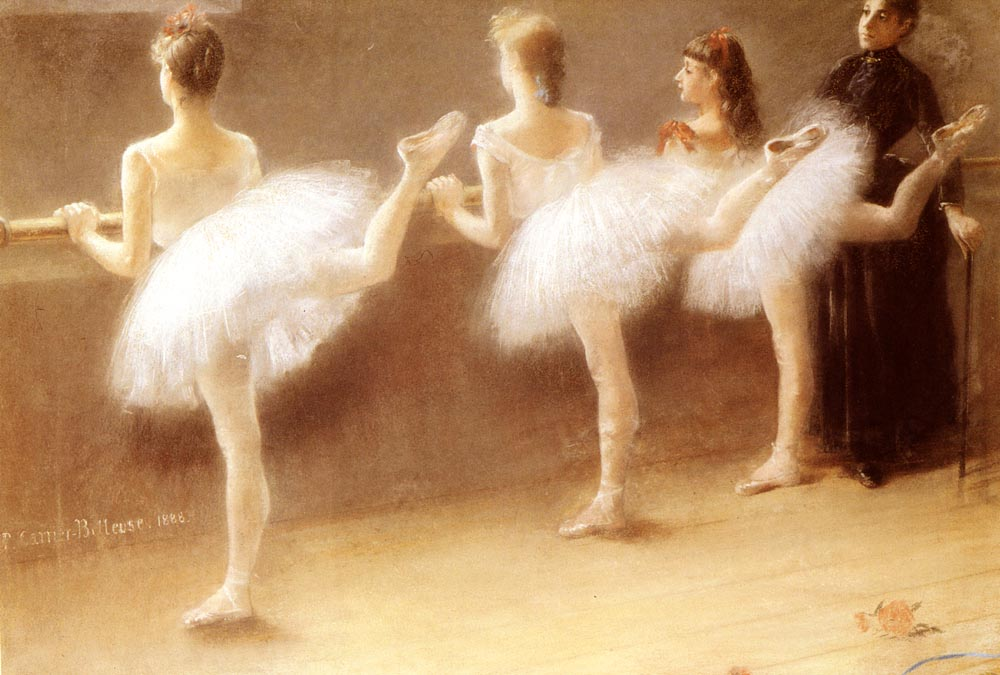
П'єр Карр'є-Беллез. Біля палиці, 1888 рік

## Короткий опис
Кожен урок починається з розігріву і повільного опрацювання різних груп м'язів. Спочатку всі вправи виконуються біля палки, потім  — на середині балетного залу. Учні молодших класів більшу частину уроку проводять біля палки, в той час як в уроці артистів екзерсис біля палки скорочується до 20-25 хвилин і велика частина уроку віддається середині і потім стрибкам.
Вироблений століттями урок класичного танцю практично незмінний за своєю структурою: учні та дорослі артисти виконують практично однакові базові елементи в схожій послідовності: з підвищенням рівня майстерності від року до року змінюється лише темп (швидкість виконання рухів), координація (поєднання руху ніг з рухами рук, корпуса і голови) і насиченість комбінації, яка створюється навколо базового елементу.
Будь-який рух, що входить в екзерсис, можна змінювати і комбінувати, як в плані «схеми» (кількість рухів, їх напрямок тощо), так і видозмінюючи сам елемент, ускладнюючи його виконання підйомом на напівпальці та опусканням в пліє, обертанням і поворотами, додаванням координації з рухами рук, корпусу і голови.
Вправи екзерсису — основа будь-якої хореографічної підготовки. Вони розвивають фізичні якості, необхідні для професійного виконання рухів практично будь-якої танцювальної техніки: виворітність, еластичність і силу силу м'язів ніг і спини, правильну постановку корпусу, рук і голови, стійкість, координацію рухів.
Свої види екзерсису розроблені й у інших видах танцю. Вправи біля палки є обов'язковою складовою частиною уроків академічного характерного і народно-сценічного танців. Уроки джаз-танцю і танцю модерн переважно будуються на вправах на середині залу, проте в професійних школах окремі педагоги також практикують і вправи біля палки.

## Побудова уроку
Найчастіше всі вправи виконуються двічі: спочатку з правої ноги, потім — з лівої (за бажанням педагога можливий і зворотний порядок). Перша вправа біля палки (plié) робиться на двох ногах, тому може виконуватися і один раз, без повтору комбінації.
Урок будується таким чином, що насиченість вправ йде по наростаючій, поступово збільшуючи амплітуду і складність виконуваних рухів. Водночас, «не ламаючи побудови уроку та окремих навчальних завдань, потрібно по можливості чергувати сильну напругу м'язів з більш легкою, вносячи тим самим в їх роботу відповідно різноманітність і відпочинок». Вправи в спокійному темпі чергуються з швидкими, відпрацьовують дрібну техніку.
Виконання вправ здійснюється з музичним супроводом або «під рахунок».

## Партерний екзерсис
Екзерсис на підлозі (фр. exercice par terre) вперше був застосований педагогом Борисом Князєвим.